# Quai des Tuileries
Quai des Tuileries (Tuilerijské nábřeží) je nábřeží v Paříži. Nachází se v 1. obvodu. Je pojmenováno podle bývalého Tuilerijského paláce a Tuilerijských zahrad, podél kterých se rozkládá. Nábřeží je součástí rychlostní komunikace Voie Georges-Pompidou.

## Poloha
Nábřeží leží na pravém břehu řeky Seiny mezi mosty Carrousel a Concorde. Začíná na křižovatce s Avenue du Général-Lemonnier, kde navazuje na Quai François-Mitterrand, a končí na náměstí Place de la Concorde, odkud pokračuje po proudu ulice Cours la Reine. Uprostřed nábřeží se nachází lávka pro pěší Passerelle Léopold-Sédar-Senghor. Součástí nábřeží je přístav Port des Tuileries.

## Historie
V roce 1731 zde byla vybudována silnice, která byla v roce 1806 za Napoleona I. přeměněna na nábřeží.
Dne 8. července 2003 byl vyčleněn úsek mezi Pont du Carrousel a Avenue du Général-Lemonnier, ze kterého vzniklo samostatné nábřeží Quai François-Mitterrand.

## Pamětihodnosti
- Tuilerijské zahrady
- Musée de l'Orangerie